# Miguel Tabuena
Miguel Luis Tabuena (Manila, 13 ottobre 1994) è un golfista filippino.
Nel 2016 è stato nominato "sportivo filippino dell'anno" dalla Philippine Sportswriters Association (PSA), assieme ai pugili Donnie Nietes e Nonito Donaire.

## Carriera
Nasce a Manila il 13 ottobre 1994 da una famiglia agiata, figlio di Luigi e Lorna Tabuena. Si appassiona allo sport del golf sin da giovane età.
Come golfista amatoriale trionfa a diversi tornei in Malaysia e Singapore. Nel 2010 partecipa ai giochi asiatici di Canton, in Cina, dove ottiene una medaglia d'argento. L'anno seguente decide di passare al professionismo.
Dal 2011 compete nell'Asian Tour, mentre nel 2015 diventa campione al Philippine Open, uno dei più antichi tornei maschili del mondo. Gioca anche nel Philippine Golf Tour, dove vanta sette vittorie.
Per i suoi successi raggiunti nel mondo del golf, nel 2016 viene nominato "sportivo filippino dell'anno" dalla Philippine Sportswriters Association, assieme ai pugili Donnie Nietes e Nonito Donaire.
Prende parte al torneo di golf maschile dei Giochi di Rio de Janeiro 2016, disputatosi nel mese di agosto, dove risulta tra i più giovani partecipanti.